# Psychotria brassii
Psychotria brassii är en måreväxtart som beskrevs av William Philip Hiern. Psychotria brassii ingår i släktet Psychotria och familjen måreväxter. Inga underarter finns listade i Catalogue of Life.